# پروکوازون
پروکوازون (انگلیسی: Proquazone) یک داروی ضد التهابی غیر استروئیدی است که به عنوان NSAID شناخته می‌شود.